# Frontinellina frutetorum
Frontinellina frutetorum C. L. Koch, 1834 è un ragno appartenente alla famiglia Linyphiidae.

## Distribuzione
La specie è stata rinvenuta in diverse località della regione paleartica

## Tassonomia
È la specie tipo del genere Frontinellina van Helsdingen, 1969.
Non sono stati esaminati esemplari di questa specie dal 2006
Attualmente, a dicembre 2013, non sono note sottospecie